# 1240 (szám)
Az 1240 (római számmal: MCCXL) az 1239 és 1241 között található természetes szám.

## A szám a matematikában
A tízes számrendszerbeli 1240-es a kettes számrendszerben 10011011000, a nyolcas számrendszerben 2330, a tizenhatos számrendszerben 4D8 alakban írható fel.
Az 1240 páros szám, összetett szám. Kanonikus alakja 23 · 51 · 311, normálalakban az 1,24 · 103 szorzattal írható fel. Tizenhat osztója van a természetes számok halmazán, ezek növekvő sorrendben: 1, 2, 4, 5, 8, 10, 20, 31, 40, 62, 124, 155, 248, 310, 620 és 1240.
Négyzetes piramisszám.
Az 1240 két szám valódiosztó-összegeként áll elő, ezek a 920 és a 2474.

## Csillagászat
- 1240 Centenaria kisbolygó